# Подзамче (Щучинский район)
Подза́мче (бел. Падзамча) — деревня в Щучинском районе Гродненской области Беларуси. Входит в состав Рожанковского сельсовета.

## Географическое положение
Расположена в 7 км на север от Щучина, в 60 км северо-восток от Гродно, в 4 км на северо-запад от железнодорожной станции Рожанка.

## Население
- 1999 — 28 жителей
- 2009 — 20 жителей[2]
- 2021 — 16 дворов[2]

## Климат
Климат здесь умеренный, с теплым летом и мягкой зимой. Средняя температура января минус 6,6–5 °С, июля плюс 17–18,2 °С. Зимой дуют южные ветры, а летом восточные и северо-восточные. Средняя скорость ветра 3 м/с. Годовое количество осадков 520-640 мм.